# Ferdinand Schjelderup
Ferdinand Schjelderup (8 de março de 1886 – 30 de julho de 1955) foi um alpinista norueguês, juiz do Supremo Tribunal e membro da resistência durante a ocupação alemã na Noruega.

## Vida pessoal
Ferdinand nasceu em Kristiania em 1886; seu pais se chamavam Thorleif Frederik Schjelderup e Inga Berven. Ele era irmão de Gunnar Schjelderup e, por meio de sua tia Berte, Ferdinand era sobrinho de Bredo Henrik von Munthe de Morgenstierne.
Em 1914 casou-se com Marie Leigh Vogt, filha de Paul Benjamin Vogt e de sua esposa Andrea Heyerdahl e neta de Niels Petersen Vogt. Eles tiveram três filhos, sendo o mais famoso deles o Thorleif Schjelderup, nascido em 1920, que se tornou um renomado saltador de esqui, com uma medalha olímpica de 1948. Casou-se com a cantora estadunidense Anne Brown. Suas duas filhas eram Liv e Daisy, formadas, respectivamente, em médica e em arquitetura. Daisy Schelderup também trabalhava como tradutora e atuava no movimento antinuclear.

## Advogado e membro da resistência
Ferdinand trabalhou como advogado do Supremo Tribunal em 1916 e como juiz desse poder judiciário de 1928 a 1952, com exceção do período entre dezembro de 1940 e maio de 1945, durante a ocupação alemã na Noruega.
As novas autoridades nazistas acharam que ele era o mais repreensivo entre os juízes do Supremo Tribunal, já que Ferdinand em certa ocasião insultara uma foto de Vidkun Quisling. Enquanto os juízes do Supremo Tribunal deixaram coletivamente seus cargos em dezembro de 1940, Ferdinand emergiu como um dos membros mais proeminentes da resistência civil norueguesa. De acordo com os historiadores, isso foi "completamente inesperado". Com sua influência sobre Paal Berg, o chefe de justiça do Supremo Tribunal até 1940, Ferdinand contratou Berg para o círculo interno Kretsen em 1941, que tinha contato direto com o governo norueguês no exílio em Londres, no Reino Unido. Ele também estava em contato com a legação norueguesa em Estocolmo, através do secretário Jens Boyesen. Ferdinand foi mais tarde o mensageiro entre Kretsen e o tal do Comitê de Coordenação da resistência norueguesa. Além disso, ele participou de reuniões na organização militar secreta Milorg. Em 1943 escreveu pessoalmente a carta Partisanbrevet, endereçada de Kretsen ao governo norueguês no exílio. Nela, Kretsen defendeu a resistência sem armas, temendo que Milorg pudesse comprometer todo o movimento de resistência se conduzisse uma revolta militar mais ampla. Esse medo de um possível fracasso foi parcialmente causado pelas duras ofensivas nazistas em Majavatn e Telavåg. No entanto, a carta ajudou a esclarecer desentendimentos mútuos sobre linhas de comando em Kretsen e Milorg, que por sua vez estimularam a cooperação entre as duas organizações, iniciada em 1943 e conhecida como Hjemmefrontens Ledelse. Aproximando-se do inverno de 1944, Ferdinand já não estava seguro na Noruega e acabou fugindo para a Suécia.
Após o fim da guerra, ele publicou três livros: Fra Norges kamp for retten. 1940 i Høyesterett (1945), På bred front 1941–42 (1947) e Over bakkekammen 1943–44 (1949). Estes são vistos como valiosos contributos para a história ocupacional norueguesa.

## Alpinista

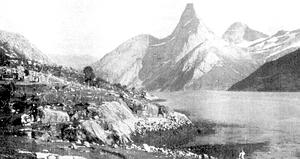
Stetind em 1915.

Ferdinand Schjelderup estava entre os fundadores da sociedade de alpinismo Norsk Tindeklub em 1908 e atuou como seu presidente de 1915 a 1916. A Noruega é um país montanhoso e, durante essa época, o turismo e as expedições foram cada vez mais divulgados.
Ferdinand Schjelderup estava entre os primeiros ascendentes de várias montanhas. No verão de 1910, ele e seus companheiros realizaram as primeiras ascendências de várias montanhas do condado de Nordland: Stedtinden, Svolværgjeita, Store Rørhopstinden, Navern, Klokketind e Festhæltind, conforme narrado em um artigo no livro Norsk Fjeldsport 1914.